# Варданян, Василий Аветович
Василий Аветович Варданян (арм. Վասիլ Ավետի Վարդանյան, 15 декабря 1910, Карс, Кавказский край — 10 ноября 1993, Ереван) — армянский советский театральный художник и живописец. Заслуженный деятель искусств Армянской ССР.

## Биография
Вскоре после рождения, в 1911 году, был увезён родителями в Ростов-на-Дону, затем в Армавир. 
В детстве посещал художественную студию профессора В. Дурново, а в 17 лет приехал в Москву, занимался в частной мастерской Ильи Машкова. 
Учился во ВХУТЕИНе (1926—1930).
С 1930 года жил в Ереване. Год учился в художественном техникуме у Седрака Аракеляна и скульптор Сурена Степаняна. Работал художником-постановщиком в театрах Армянской ССР. В 1931 году вступил в Союз художников Армении.
С 1953 года — главный художник павильона СССР на Всесоюзной сельскохозяйственной выставке в Москве. В то же время выступал как театральный художник. С 1969 года он был главным художником Ереванского драматического театра.
Автор около 250 художественных произведений. С 1932 года участвовал в республиканских, союзных и международных выставках (в том числе выставлялся на Всемирной выставке 1958 года в Брюсселе). Персональные выставки в Ереване (1942, 1948) и Москве (1970).

## Театральные работы
«Маскарад» Лермонтова

«Семья» Попова 

«Заговор осуждённых» Вирты (в театре им. Г. Сундукяна),

«Антониос и Клеопатра» Шекспира (Русский театр в Ереване)

«Дэвид Бек» A ․ Тиграняна

«Лебединое озеро» Чайковского (в Государственном театре оперы и балета им. Спендиаряна),

«Седея» Ануи 

«Любовь и смех» Отяна

«Время любви» Ласкина (в московском театре имени Маяковского)

«Месть Венеры» Оноре де Бальзака (в театре на Малой Бронной в Москве).

## Память

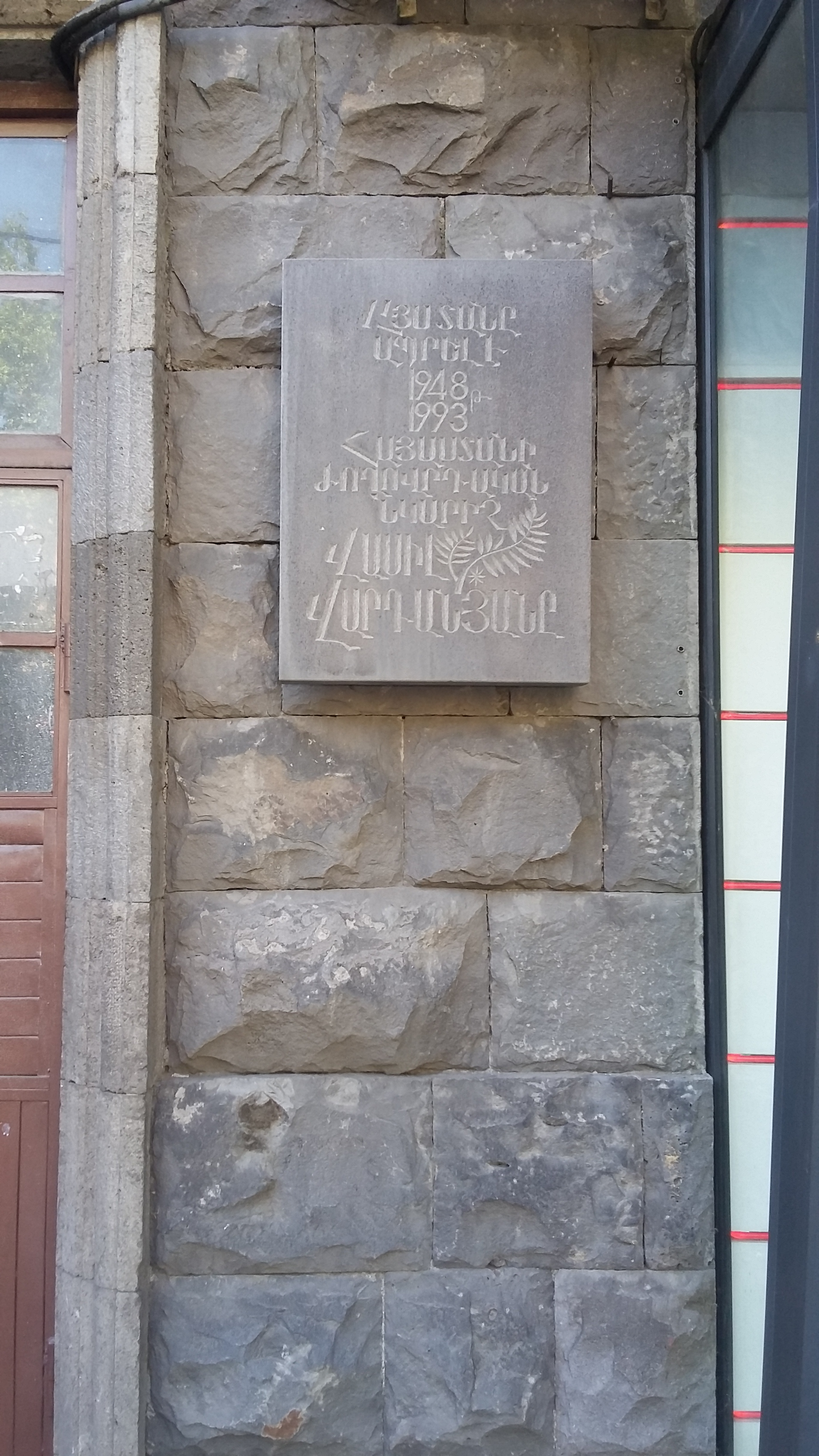
Мемориальная доска в Ереване. Проспект Маштоца